# BBC Sessions (album de Cream)
Pour les articles homonymes, voir BBC Sessions.
Albums de Cream
20th Century Masters
(2000) Cream Gold
(2005)
BBC Sessions est un album de Cream sorti le 25 mai 2003 chez Polydor Records. Il contient 22 chansons et 4 interviews enregistrées live au studios de la BBC à Londres.
Entre le 21 octobre 1966 et le 9 janvier 1968, Cream enregistre huit sessions pour le réseau radio de la BBC ; une sélection de titres issus de sept de ces sessions constitue l'album.
Seules les versions de Steppin' Out et Lawdy Mama avaient déjà été éditées, bien que sur la compilation Crossroads de Eric Clapton et non pas sur un album du groupe Cream lui-même.

## Liste des chansons
| 1.    | Sweet Wine                                            | Baker, Godfrey               | 3:27 |
| 2.    | Eric Clapton Interview                                |                              | 0:54 |
| 3.    | Wrapping Paper                                        | Bruce, Brown                 | 2:29 |
| 4.    | Rollin' and Tumblin'                                  | Waters                       | 3:02 |
| 5.    | Steppin' Out                                          | Bracken                      | 1:50 |
| 6.    | Crossroads (arrangement Clapton)                      | Robert Johnson               | 1:53 |
| 7.    | Cat's Squirrel (traditionnel, arrangement S. Splurge) |                              | 3:38 |
| 8.    | Traintime                                             | Bruce                        | 2:50 |
| 9.    | I'm So Glad                                           | James                        | 4:22 |
| 10.   | Lawdy Mama (traditionnel, arrangement Clapton)        |                              | 1:53 |
| 11.   | Eric Clapton Interview 2                              |                              | 0:48 |
| 12.   | I Feel Free                                           | Bruce, Brown                 | 2:54 |
| 13.   | N.S.U.                                                | Bruce                        | 2:55 |
| 14.   | Four Until Late (arrangement Clapton)                 | Johnson                      | 1:55 |
| 15.   | Strange Brew                                          | Clapton, Pappalardi, Collins | 3:00 |
| 16.   | Eric Clapton Interview 3                              |                              | 0:44 |
| 17.   | Tales of Brave Ulysses                                | Clapton, Sharp               | 2:55 |
| 18.   | We're Going Wrong                                     | Bruce                        | 3:25 |
| 19.   | Eric Clapton Interview 4                              |                              | 0:37 |
| 20.   | Born Under a Bad Sign                                 | Jones, Bell                  | 3:03 |
| 21.   | Outside Woman Blues                                   | Reynolds                     | 3:18 |
| 22.   | Take It Back                                          | Bruce, Brown                 | 2:17 |
| 23.   | Sunshine of Your Love                                 | Clapton, Bruce, Brown        | 4:08 |
| 24.   | Politician                                            | Bruce, Brown                 | 3:59 |
| 25.   | Swlabr                                                | Bruce, Brown                 | 2:32 |
| 26.   | Steppin' Out                                          | Bracken                      | 3:37 |
| 68:30 |                                                       |                              |      |

### Détails des enregistrements et diffusions
Titres 1-5 enregistrés le 8 novembre 1966 au BBC Playhouse Theatre, Londres.
diffusés dans  Saturday Club, BBC Light Programme, 14 novembre 1966.
Titre 6 enregistré le 28 novembre 1966 au 2, Aeolian, Londres.
diffusé dans  Guitar Club, BBC Home Service, décembre 30, 1966.
Titres 7-10 enregistrés le 9 décembre 1966 au 4, Maida Vale, Londres.
diffusés dans  Rhythm & Blues, BBC World Service, 9 janvier 1967.
Titres 11-14 enregistrés le 10 janvier 1967 au BBC Playhouse Theatre, Londres.
diffusés dans  Saturday Club, BBC Light Programme, 14 janvier 1967.
Titres 15-18 enregistrés le 30 mai 1967 au BBC Playhouse Theatre, Londres.
diffusés dans  Saturday Club, BBC Light Programme, 3 juin 1967.
Titres 19-23 enregistrés le 24 octobre 1967 au 2, Aeolian, Londres.
diffusés dans  Top Gear, BBC Radio 1, 29 octobre 1967.
Titres 24-26 enregistrés le 9 janvier 1968 au Aeolian 2, Londres.
diffusés dans  Top Gear, BBC Radio 1, 14 janvier 1968.

## Personnel
- Eric Clapton - guitare, chants
- Jack Bruce - guitare basse, chants, harmonica
- Ginger Baker - batterie, percussions, chœurs